# Tempio del foro di Susa

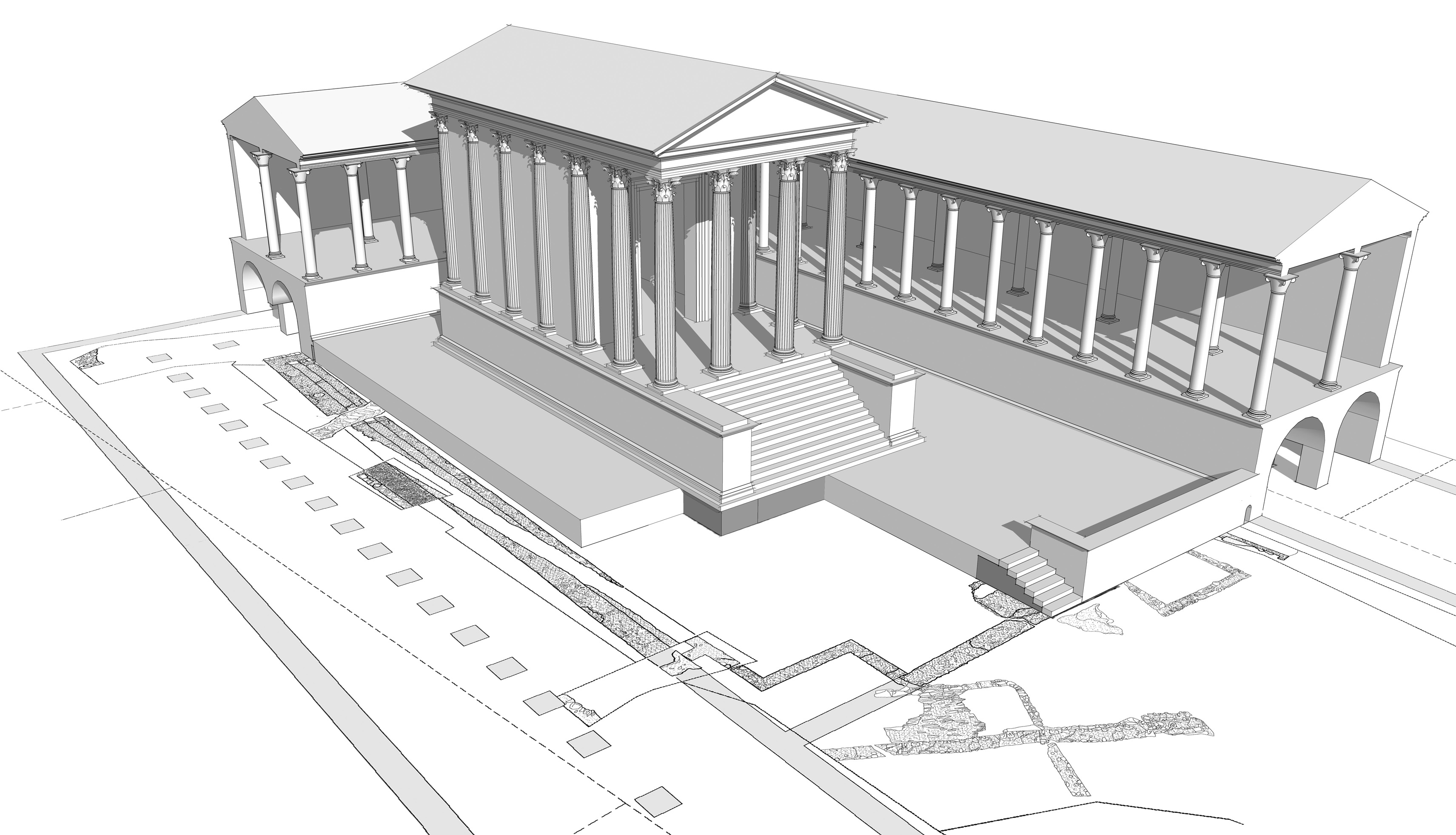
Segusio (Susa). Tempio del Foro. Restituzione architettonica a partire dai dati di scavo. Da: Filippo Masino, Giorgio Sobrà. (2018) L’architettura del foro di Segusio in età augustea, in Vota, d. e Del Vecchio P. (eds.) Storia delle valli di Susa. Preistoria, età romana e medioevo, 149-162

Il tempio del foro di Susa è un tempio romano tetrastilo su alto podio, in marmo, circondato da una piazza porticata dotata di criptoportico. La posizione e la qualità del progetto suggeriscono che si tratti dell’edificio sacro principale del Foro dell’antica Segusio.

## Storia
Il tempio venne scoperto casualmente nel 2005 in Piazza Savoia a Susa durante i lavori di ripavimentazione. Oggi sono ben leggibili il basamento, i muri di contenimento della scalinata d'ingresso e quelli che delimitano la cella. Altri resti rilevanti del portico erano già stati individuati nei saggi di scavo presso il tratto delle mura tardo-antiche pertinente al Seminario vescovile. Alcuni elementi della decorazione architettonica sono tuttora osservabili nelle vicinanze.
Il monumento, al momento inserito in un parcheggio, è in attesa di un progetto di valorizzazione.
L’edificazione risale all’età augustea, nel quadro del processo di monumentalizzazione della città a seguito dell’accordo tra il re Cozio e Ottaviano nel 13 a.C., ancor oggi testimoniato dalla realizzazione dell’Arco di Augusto che è forse di poco precedente rispetto a quella del tempio.

## Descrizione
L’edificio si poggiava su un podio alto circa 3,30 m posto al centro del triportico, la cui foderatura in marmo copriva gli ambienti di sostruzione chiusi e probabilmente non accessibili.
Al di sopra del podio si ergevano il pronao e la cella, a comporre un tempio corinzio pseudo periptero dalla fronte tetrastila, di slanciate proporzioni (h. al colmo ipotizzata in circa 16 m).

Segusio (Susa). Tempio del Foro. Pianta dell'edificio con analisi dei rapporti proporzionali

Al podio si accedeva per mezzo di una scalinata monumentale in facciata.
La fronte principale è scandita da quattro colonne disposte accuratamente secondo i principi Vitruviani. Tutto l’edificio è realizzato con una straordinaria regolarità costruttiva e secondo precisi criteri di proporzionalità tra le parti: questo testimonia un progetto architettonico colto e accurato, forse predisposto altrove e qui realizzato.
Il materiale da costruzione era il marmo bianco proveniente dalle cave di Foresto, già sfruttate per il vicino arco dedicato all’imperatore Augusto, almeno per quanto corrisponde alla decorazione architettonica.
Il tempio era posto al centro di una terrazza circondata su tre lati da una porticus su criptoportico, di cui si conservano i possenti pilastri al piano inferiore, probabilmente a reggere due lunghe volte a botte in opera cementizia che correvano parallelamente. Al di sopra si sviluppava il colonnato continuo sulla terrazza.
Particolare attenzione era stata posta alla raccolta e allontanamento delle acque piovane, come dimostra l’intercapedine tra muro di fondazione del criptoportico e terrazza, che probabilmente ospitava un canale e poteva essere quindi collegato a caditoie superiori per la raccolta delle precipitazioni.
Dalla terrazza del tempio, pars sacra del Foro, alcuni gradini scendevano al livello della piazza inferiore.